# Eudòxia Comnena (germana d'Aleix I)
|  | Per a altres significats, vegeu «Eudòxia Comnena (desambiguació)». |

Eudòxia Comnena fou una dama romana d'Orient, germana de l'emperador Aleix I Comnè i muller del cèsar Nicèfor Melissè. Era una de les tres filles de Joan Comnè i Anna Dalassena. La seva data de naixement no es coneix amb certesa, però devia ser entre el 1048 i el 1053. A la seva crònica, Nicèfor Brienni esmenta «Maria, Eudòxia i Teodora» com a filles de Joan i Anna, fet que suggereix que Eudòxia era la filla mitjana.
Abans de la mort del seu pare el 1067, Eudòxia es casà amb el mestre Nicèfor Melissè, un general de Miquel VII Ducas que ocupà càrrecs administratius i militars importants durant les dècades del 1060 i 1070, incloent-hi com a dux de Triaditsa (actualment Sofia). S'ha trobat un segell d'Eudòxia en el qual el seu nom apareix juntament amb el títol de «mestra», versió femenina de la dignitat del seu marit.
En la convulsa dècada que seguí la batalla de Mantziciert, Nicèfor romangué lleial a Miquel VII quan un grup de generals s'alçaren en rebel·lió. Com a resultat d'això, fou exiliat pel nou emperador Nicèfor III després de l'èxit de la revolta. Tanmateix, Melissè aconseguí fugir del seu exili i, amb l'ajuda dels turcs seljúcides, assumí el control de les províncies d'Anatòlia, on s'autoproclamà emperador entre el 1080 i el 1081. En un primer moment, Nicèfor III manà a Aleix Comnè, germà d'Eudòxia, que marxés contra Nicèfor Melissè, però Aleix s'hi negà perquè tenien un vincle de parentesc proper.
El març del 1081, Nicèfor i les seves tropes arribaren a la ciutat de Dàmalis, on s'assabentaren de la revolta dels Comnens contra Nicèfor III i la proclamació d'Aleix com a nou emperador. Durant un breu període, el germà i el marit d'Eudòxia foren rivals pel tron. Finalment, després de veure que Aleix tenia la capital sota el seu control, Nicèfor s'hi sotmeté a canvi del títol de cèsar i terres a Tessalònica. A partir d'aquell moment, Nicèfor es mantingué sempre lleial al seu cunyat.
En el recordatori de la família de l'emperadriu Irene, inclòs en el típicon del monestir de Crist Filantrop, s'esmenta el 8 de novembre com a data en la qual es commemorava el record de la cesaressa Eudòxia, germana de l'emperador. Un típicon del monestir del Pantocràtor menciona Eudòxia entre les ties de l'emperador Joan II Comnè. Se'n desconeix la data de mort, tot i que ja era morta l'octubre del 1136.